# 다케시타역
다케시타역(일본어: 竹下駅)은 일본 후쿠오카현 후쿠오카시 하카타구에 있는 규슈 여객철도 가고시마 본선의 역이다.

## 역 구조 및 승강장
섬식 승강장 1면 2선을 가지는 지상역으로 선상 역사를 갖춘다. 역사는 역 구내 동쪽의 규슈 신칸센 · 하카타미나미 선 고가 아래에 마련되어 있다. 2005년 10월 1일의 운행 시간표 개정에 의해 상·하선 바깥쪽으로 통과선의 선로가 부설되어, 그쪽이 본선이 되고 있다. 역 구내 서쪽은 하카타 운전구(구·다케시타 동차구)에 있는 다수의 차량이 드나들고 있다. 역의 옆에는 하카타미나미 선이 가고시마 본선과 병행해, 역의 바로 남쪽에 가고시마 본선을 빠져 나간다. 역 입구의 스피커부터는 매일 오전 8시 ('에델바이스') · 정오('선로는 계속되어 끝없이') · 오후 6시('유야케 코야케')로 음악이 흘러, 시간을 보고한다.
승강장 유효장은 예전에는 12량분이었지만, 전술의 통과선 부설의 관계로, 현재는 9량 편성까지 되고 있다. 규슈 교통기획이 역 업무를 행하는 업무 위탁역으로, 발권 창구가 설치되어 있다.
| 1 | ■ 가고시마 본선 | (상행) | 하카타 · 아카마 · 고쿠라 방면     |
| 2 | ■ 가고시마 본선 | (하행) | 후쓰카이치 · 구루메 · 오무타 방면 |

## 역 주변
- 아사히 맥주 하카타 공장
- 다이이치 약과 대학

## 역사
- 1913년 9월 21일 : 철도원이 개업.
- 1973년 3월 : 2대째 현 역 서점 개업.
- 1987년 4월 1일 : 일본국유철도 분할 민영화에 의해 규슈 여객철도가 승계.
- 2005년 10월 1일 : 이 날의 개정부터 통과선의 운용을 개시.
- 2009년 3월 1일 : IC카드 SUGOCA의 사용을 개시.
- 2011년 8월 21일 : 역 승강장의 남쪽을 '돌풍'이 통과해, 서쪽 입구 통로(건설 중)의 발판이 넘어져 상행 통과선을 지장, 승강장 지붕의 일부가 날아가는 등의 피해를 받았다. 열차 · 이용객으로의 피해는 없다.
- 2011년 11월 15일 : 서쪽 입구 통로 개통.

## 인접 역
| 가고시마 본선       | 가고시마 본선 | 가고시마 본선          |
| ------------------- | ------------- | ---------------------- |
| 하카타 모지 항 방면 | ■ 보통        | 사사바루 가고시마 방면 |